# Luigi Memmi
Luigi Memmi (Casarano, 25 aprile 1937 – Casarano, 13 febbraio 2007) è stato un politico italiano, parlamentare e sindaco di Casarano.

## Biografia
Luigi Memmi nasce a Casarano il 25 aprile 1937. Sin da giovanissimo, si forma nell'Azione Cattolica; cresce politicamente nella Democrazia Cristiana salentina del Senatore Francesco Ferrari e nell'impegno sindacale con la CISL. Negli anni '50, ancora giovane liceale, è tra gli attivisti per la nascita del sindacato CISL in provincia di Lecce. Inizia la sua ascesa politica nel 1960, con l'elezione a consigliere comunale. Grazie al suo grande impegno, divenne ben presto elemento di spicco del suo partito, ricoprendo incarichi sia politici sia sindacali. Guida l'Amministrazione Comunale di Casarano dal 1976 al 1989, periodo durante il quale la Città diventa ‘Uno dei 1000 comuni della “Piccola Grande Italia”'. Nel 1983 viene eletto Deputato al Parlamento Italiano.
Dopo la sua morte, il 2 giugno 2009, l'Amministrazione di Casarano dedica al suo ricordo una strada cittadina.

## Incarichi
- Assessore comunale dal 16.7.66 al 25.2.67;
- Revisore dei conti del Consorzio di sviluppo industriale di Lecce (Asi) dal 5.12.70 al 31.12.72;
- Commissario Straordinario dell'Ospedale Civile di Casarano dal 25.11.71 al 16.4.72;
- Presidente del Consiglio di Amministrazione dell'Ospedale Civile di Casarano dal 17.4.72 al 9.11.76;
- Commissario Straordinario dell'Ospedale Civile di Campi Salentina (Le) dal 22.9.73 al 12.12.73;
- Sindaco di Casarano dall'11.9.76 al 18.4.89;
- Presidente dell'Assemblea A.S.L. Le/11 dal 12.1.81 al 12.7.91;
- Componente del Consiglio Generale C.I.S.L. di Lecce;
- Componente l'Esecutivo Regionale Pugliese SINDER-CISL;
- Eletto alla Camera dei Deputati nel 1983 nella IX legislatura per la Circoscrizione Lecce-Brindisi-Taranto, è nominato membro delle Commissioni "Interni" e "Bilancio e programmazione - Partecipazioni Statali".